# Aristides Gomes
Pour les articles homonymes, voir Gomes.
 (mai 2021).
 (février 2022).
Si vous disposez d'ouvrages ou d'articles de référence ou si vous connaissez des sites web de qualité traitant du thème abordé ici, merci de compléter l'article en donnant les références utiles à sa vérifiabilité et en les liant à la section « Notes et références ».
Aristides Gomes, né le 8 novembre 1954 à Canchungo, est un homme d'État bissau-guinéen, Premier ministre de Guinée-Bissau du 2 novembre 2005 au 13 avril 2007, puis continûment du 16 avril 2018 au 28 février 2020 mais à la tête de deux Gouvernements successifs (du 16 avril 2018 au 22 juin 2019 puis du 22 juin 2019 au 28 février 2020.

## Biographie

### Jeunesse et formation
Aristides Gomes, né le 8 novembre 1954 à Canchungo, est diplômé en sociologie et science politique de l’Université de Paris VIII, fut directeur général de la Télévision expérimentale de Guinée-Bissau de 1990 à 1992, puis ministre de la planification et de la coopération internationale sous le premier gouvernement de João Bernardo Vieira.

### Parcours politique

#### Débuts
Il est très longtemps membre du Parti africain pour l'indépendance du Cap-Vert  (PAIGC), qu'il rejoint en 1973. Il est élu au bureau politique du parti en mai 1998 et premier vice-président du parti début 2002. 
Lors des élections législatives de 2004, Gomes est élu député. Il se porte candidat au poste de président de l'Assemblée populaire nationale mais est battu lors d'un vote interne organisé par le comité central du PAIGC en avril 2004.  

#### Ministre
Par la suite, il est nommé au gouvernement du Premier ministre issu du PAIGC, Carlos Gomes Júnior, au poste de ministre de l'Administration territoriale, de la Réforme administrative, de la Fonction publique et du Travail le 11 mai 2004. Mais il refuse ce poste en raison de ce qu'il décrit comme une influence militaire excessive sur le Gouvernement[réf. nécessaire]. Plus tard, Aristide Gomes est l'un des dirigeants du PAIGC présents pour accueillir João Bernardo Vieira lors de son retour d'exil en Guinée-Bissau le 7 avril 2005 . Le 8 mai 2005, il est suspendu du parti (avec 36 autres membres dirigeants) pour avoir ouvertement soutenu la candidature de Vieira contre celle de Malam Bacai Sanhá, candidat officiel du PAIGC, lors de l'élection présidentielle qui a lieu en juin et juillet 2005.

#### Premier mandat de Premier ministre
Après avoir limogé le Premier ministre Carlos Gomes Júnior le 28 octobre 2005, le président Vieira nomme Aristide Gomes au poste de Premier ministre le 2 novembre. Le PAIGC fait appel de cette nomination auprès de la Cour suprême du pays qui statue le 26 janvier 2006 que le chef de l'État n'est pas tenu de nommer un membre du parti arrivé vainqueur aux législatives (le PAIGC) au poste de Premier ministre.
Le 12 mars 2007, le PAIGC, le Parti de la rénovation sociale (PRS) et le Parti social-démocrate unifié conviennent de former une majorité parlementaire pour un nouveau Gouvernement. Cependant, le Président Vieira ne semble pas disposé à limoger le Gouvernement d’Aristide Gomes.  Le 19 mars, le Parlement adopte une motion de censure contre le gouvernement de Gomes, avec 54 voix en faveur de la motion et 28 contre ; huit députés se sont abstenus et dix n'étaient pas présents. Bien que les trois partis détiennent ensemble un total de 97 sièges sur 100, certains de leurs députés ont soutenu Aristide Gomes. Ce dernier annonce le 29 mars qu'il a présenté sa démission à Vieira et qu'il attend sa réponse. Le 9 avril, Vieira nomme le candidat proposé par la coalition tripartite, Martinho Ndafa Kabi du PAIGC, comme nouveau Premier ministre .

#### Hors du gouvernement
Après avoir quitté ses fonctions, Aristide Gomes est confronté à un problème juridique concernant 674 kilogrammes issues d’une saisie de drogue qui ont disparu alors qu'il était Premier ministre . D’après ses déclarations, il avait ordonné que les drogues soient stockées par le Trésor public pour être mises en sécurité.
Un parti politique fondé par Aristide Gomes, le Parti républicain d'indépendance et de développement (PRID organise son congrès constitutif le 7 mars 2008. Il en devient le président et le PRID qui soutient Vieira participe aux élections parlementaires de novembre 2008. Le PRID remporte trois sièges sur 100 lors de cette élection tandis que le PAIGC obtient la majorité des sièges. Aristide Gomes lui-même remporte un siège à l'Assemblée nationale populaire en tant que candidat du PRID dans la circonscription de Canchungo et Caio.

#### Rejet de sa candidature à l'élection présidentielle de 2009
Après l'assassinat de João Bernardo Vieira le 2 mars 2009, Aristide Gomes quitte la Guinée-Bissau. Il se présente comme candidat du PRID à l'élection présidentielle de juin 2009, mais le 14 mai 2009, la Cour suprême rejette sa candidature au motif qu'il a quitté le pays pendant les 90 jours précédant le dépôt de sa candidature.

#### Second mandat de Premier ministre

##### Seconde désignation
Le 16 avril 2018, le président de la République, José Mário Vaz, nomme par décret Aristides Gomes (qui a entretemps réintégré le PAIGC) au poste de Premier ministre afin de « mettre fin définitivement » à la crise politique qui dure depuis des années,. C'est le résultat d'une décision prise par la CEDEAO lors d'un sommet tenu à Lomé le 15 avril
Il constitue un gouvernement de consensus national qui a pour principale mission d'organiser les élections législatives. Celles-ci, qui auraient constitutionnellement du se tenir au printemps 2018, ont pris en effet du retard pour des raisons tenant à la fois aux divergences politiques et à des causes techniques et financières (recensement pour la mise à jour de la liste électorale).

##### Troisième désignation
Après les élections législatives bissau-guinéennes de 2019 qui se tiennent en mars 2019, il est reconduit dans ses fonctions par le président Vaz le 22 juin 2019, soit juste la veille de la fin calendaire du mandat présidentiel de cinq ans de ce dernier.
Le nouveau gouvernement, reflétant la nouvelle majorité à l'Assemblée nationale (PAIGC et ses alliés dont l'APU) est formé le 3 juillet. C'est en septembre 2019, après ces remaniements, que nouvelles autorités opèrent la plus grosse saisie de cocaïne jamais faite dans ce pays, pourtant qualifié parfois de narco-État,.

##### Limogeage par le président Vaz
Le 29 octobre, le président Vaz limoge le gouvernement et nomme Faustino Imbali pour lui succéder.
Mais ce limogeage n'est reconnu ni par la CEDEAO qui agite la menace de sanctions, ni par le reste de la communauté internationale. 
La CEDEAO donne à Imbali jusqu'au sommet du 8 novembre de Niamey pour démissionner, alors qu'un Conseil de Défense convoqué par le Président Vaz appelle en vain les forces armées à permettre l'installation du nouveau gouvernement. Celles-ci refusent en effet d’intervenir. Aristide Gomes et les membres de son Gouvernement continuent donc leurs activités pendant cette période au Palais du Gouvernement et dans les autres sièges des différents ministères.
Affirmant avoir été empêché d'exercer ses fonctions, Imbali démissionne finalement le jour du sommet .

##### Restauration
Le sommet de Niamey de la CEDEAO du 8 novembre 2019 rappelle que le décret de renvoi du Premier ministre Aristide Gomes est nul et non avenu car inconstitutionnel et contraire aux décisions du précédent sommet de la CEDEAO tenu à Abuja le 29 juin 2019. Le sommet d’Abuja avait en effet accepté que le président Vaz, dont le mandat avait pris fin le 23 juin, reste en fonctions jusqu’à la présidentielle à venir, sous réserve de ne pas interférer dans la gestion des affaires gouvernementales confiées au gouvernement nouvellement constitué sous la direction d’Aristide Gomes, à l’issue des élections législatives. Aristides Gomes, fort du soutien de la CEDEAO, conserve ou retrouve ainsi, selon les interprétations juridiques, ses fonctions de Premier ministre.
Le gouvernement d'Aristide Gomes réussit, avec l'appui de la communauté internationale, à organiser l'élection présidentielle de 2019 dont le deuxième tour a lieu le 29 décembre 2019.

##### Limogeage par le président Embaló
Mais Aristide Gomes dénonce les conditions controversées de l’investiture, le 27 février 2020, du nouveau président, Umaro Sissoco Embaló, qu’il qualifie de « tentative de coup d'État ». Il est limogé dès le lendemain par Embaló. Ce dernier nomme alors comme Premier ministre Nuno Gomes Nabiam, un des candidats malheureux du premier tour de la présidentielle, qui l'avait rallié lors du second tour.
Le nouveau président justifie cette décision par l'impossible cohabitation avec Aristide Gomes. En réaction, 54 députés sur les 102 qui composent l'Assemblée nationale investissent le président de celle-ci, Cipriano Cassamá, comme président de la République par intérim, alors qu'Embaló réside déjà au palais présidentiel. L'armée prend aussitôt le contrôle du siège de la télévision et de la radio, ainsi que du siège du gouvernement, de l'Assemblée nationale, et du Palais de justice qui abrite la Cour suprême, cette dernière n'ayant pas encore terminé l'examen des recours contre les résultats de l'élection présidentielle. Le 1er mars, Cassamá annonce renoncer à la présidence par intérim, évoquant des menaces de mort. La Force militaire Ecomib, forte d'environ 700 hommes, que la Communauté économique des États de l'Afrique de l'Ouest (CEDEAO) maintenait en Guinée-Bissau depuis le coup d'État de 2012 pour protéger les institutions et maintenir la stabilité du pays, placée dans une situation difficile, n'intervient pas, bien que cette hypothèse ait été évoquée plusieurs fois dans le passé par la CEDEAO pour des situations à risques élevés similaires.

### Refuge au Bureau intégré des Nations Unies
A la demande du nouveau gouvernement, Ecomib cesse lors de la journée du 10 mars toute activité et se cantonne dans ses casernements. De ce fait, elle retire aussi la protection rapprochée qu'elle assurait à des personnalités, dont Aristide Gomes. Celui-ci, peu avant que sa résidence soit encerclée par des éléments des forces de sécurité, réussit à trouver refuge dans une enceinte diplomatique qui se révélera être celle du Bureau intégré des Nations-Unies en Guinée-Bissau.
Il est alors visé par une enquête pour détournement de fonds publics.

### Exil en France
Il reste retranché au BINU onze mois jusqu'au 12 février 2021 pour gagner le Sénégal puis la France via le Portugal. Après une médiation onusienne, il quitte ainsi le pays pour des soins médicaux.